# Burg Sigberg
Die Burg Sigberg ist die Ruine einer mittelalterlichen Höhenburg in Vorarlberg bei Göfis. Das gesamte Gelände der Burgruine steht heute unter Denkmalschutz.

## Geschichte
Errichtet wurde die Anlage seit der Mitte des 13. Jahrhunderts und 1355 kam es zur Eroberung durch Graf Rudolf von Feldkirch. Als er mit den eigenen Bürgern in Streit geriet und diese auf Sigberg Schutz suchten, ließ er die Burg 1355 zerstören. 
1435 wurde die Burg durch Graf Friedrich von Toggenburg zerstört und bereits zu Beginn des 17. Jahrhunderts war sie nur mehr eine Ruine – lediglich die Kapelle stand bis 1637 noch in Verwendung.

## Name
Der Name, in den ältesten urkundlichen Belegen „Segavio“ lautend, ist vom keltischen „segos“ (Sieg, Kraft, Stärke) abgeleitet und bezeichnet eine befestigte Siedlung.
Sigberg bedeutet dasselbe wie das romanische „Montfort“.